# Paul Leuck
Paul Leuck (* 12. April 1914 in Eisenborn bei Junglinster; † 13. Februar 1991 in Luxemburg) war ein Luxemburger Journalist und Hörfunkmoderator.

## Leben
Paul Leuck war der Sohn eines lothringischen Müllers aus Eisenborn und wurde durch „Optioun“ Luxemburger. Nach seinem Abitur arbeitete Leuck zuerst für ein Versicherungsunternehmen, danach fing er als Redakteur bei Radio Luxembourg an. Paul Leuck war mit Albertine Pleger verheiratet und hatte zwei Töchter. Seine Tochter Mariette Leuck ist eine luxemburgische Kunsthandwerkerin und Autorin.

## Karriere
Paul Leuck war ein Wegbereiter und Mitgründer der luxemburgischen Sendungen in der Nachkriegszeit. Als erster luxemburgischer Sprecher nach dem Krieg sagte er "Hei ass Radio Lëtzebuerg" und gab Suchaktionen durch. Er war Mitgründer der Illustrierten Revue und Korrespondent bei der Redaktion JungLuxemburg. Jahrelang war er Autor von Landbuet und der Revue. Bekannter als durch die geschriebene Presse wurde Paul Leuck durch das Luxemburger Programm von RTL. Er war auch ein langjähriger Mitarbeiter von Radio Saarbrücken.
Seine erste Radiosendung, die er vom 1. Oktober 1944 an moderierte, hieß Welcome to our Friends. Leuck war 35 Jahre Nachrichtensprecher und Kommentator. Daneben moderierte er die Sendungen Zaldotenemissioun und Krankenemissioun. Er war Sportreporter und Reporter anderer Ereignisse. So interviewte er den amerikanischen Präsidenten Dwight D. Eisenhower, als dieser auf Staatsbesuch im Großherzogtum weilte. Er gestaltete die Sendung Lëtzebuerger Leit a Saachen an der aler Zäit und wirkte beim Film Un beau petit pays beratend mit.
Paul Leuck war Major bei den Streitkräften Luxemburgs. Seine Sendung Zaldotenemissioun war nicht nur eine Wunschsendung, es ging darum, die Armee populär zu machen und den Kontakt zwischen Zwangsrekrutierten und ihren Familien zu pflegen. Mit der Abschaffung der Pflichtarmee endete diese Aufgabe. Als Gewerkschafter war er zusammen mit Kleins Jeng der Gründer der Beamtesektioun des LCGB und das Personal von RTL verdankt ihnen den ersten Kollektivvertrag.
1972 bekam er für seine Unterstützung der europäischen Idee die Silber-Medaille des Mérite Européen.
Leuck wurde am 1. Oktober 1979 pensioniert. Am 13. Februar 1991 verstarb er in der Elisabeterinnen-Klinik in der Stadt Luxemburg nach einem Herzinfarkt. Er ist in Blaschette begraben.